# I'm Mad (1967.)
I'm Mad, kratki eksperimentalni redatelja Ivana Martinca.:131, 134, 137 Snimljen u produkciji Kino kluba Split. Film je u boji.